# Maurizio Calvesi (direttore della fotografia)
Maurizio Calvesi (Roma, 29 maggio 1954) è un direttore della fotografia italiano.
È stato candidato al David di Donatello nel 2003 per il film Prendimi l'anima e nel 2008 per I Viceré entrambi di Roberto Faenza, nel 2010 per Mine vaganti di Ferzan Özpetek, nel 2016 per Non essere cattivo di Claudio Caligari e nel 2017 per Le confessioni di Roberto Andò.

## Biografia
Inizia la sua attività nel 1977 come operatore della macchina per poi passare alla direzione della fotografia dal 1990.
Fra i suoi lavori più rappresentativi si citano: Valzer di Salvatore Maira, I Viceré di Roberto Faenza, Io, l'altro di Mohsen Melliti, Sotto falso nome di Roberto Andò, Prendimi l'anima di Roberto Faenza, L'ultimo capodanno di Marco Risi, L'odore della notte di Claudio Caligari, La discesa di Aclà a Floristella di Aurelio Grimaldi, OcchioPinocchio di Francesco Nuti.

## Filmografia parziale
- Volevo i pantaloni, regia di Maurizio Ponzi (1990)
- La discesa di Aclà a Floristella, regia di Aurelio Grimaldi (1992)
- Quattro bravi ragazzi, regia di Claudio Camarca (1993)
- La ribelle, regia di Aurelio Grimaldi (1993)
- OcchioPinocchio, regia di Francesco Nuti (1994)
- Le buttane, regia di Aurelio Grimaldi (1994)
- Nerolio, regia di Aurelio Grimaldi (1996)
- Un inverno freddo freddo, regia di Roberto Cimpanelli (1996)
- Italiani, regia di Maurizio Ponzi (1996)
- Giovani e belli, regia di Dino Risi (1996)
- I miei più cari amici, regia di Alessandro Benvenuti (1997)
- Fratelli coltelli, regia di Maurizio Ponzi (1997)
- Prima la musica, poi le parole, regia di Fulvio Wetzl (1998)
- L'ultimo capodanno, regia di Marco Risi (1998)
- L'odore della notte, regia di Claudio Caligari (1998)
- Una notte per decidere (Up at the Villa), regia di Philip Haas (2000)
- Io amo Andrea, regia di Francesco Nuti (2000)
- Ginostra, regia di Manuel Pradal (2002)
- Prendimi l'anima, regia di Roberto Faenza (2002)
- Segui le ombre, regia di Lucio Gaudino (2004)
- Sotto falso nome, regia di Roberto Andò (2004)
- E ridendo l'uccise, regia di Florestano Vancini (2005)
- Sexum superando - Isabella Morra, regia di Marta Bifano (2005)
- I giorni dell'abbandono, regia di Roberto Faenza (2005)
- Viaggio segreto, regia di Roberto Andò (2006)
- Valzer, regia di Salvatore Maira (2007)
- I Viceré, regia di Roberto Faenza (2007)
- SMS - Sotto mentite spoglie, regia di Vincenzo Salemme (2007)
- Io, l'altro, regia di Mohsen Melliti (2007)
- SoloMetro, regia di Marco Cucurnia (2007)
- Albakiara - Il film, regia di Stefano Salvati (2008)
- Il caso dell'infedele Klara, regia di Roberto Faenza (2009)
- Mine vaganti, regia di Ferzan Özpetek (2010)
- Tutto l'amore del mondo, regia di Riccardo Grandi (2010)
- Un giorno questo dolore ti sarà utile, regia di Roberto Faenza (2011)
- Magnifica presenza, regia di Ferzan Özpetek (2012)
- Ciliegine, regia di Laura Morante (2012)
- Viva la libertà, regia di Roberto Andò (2013)
- Amiche da morire, regia di Giorgia Farina (2013)
- La prima volta (di mia figlia), regia di Riccardo Rossi (2015)
- Ho ucciso Napoleone, regia di Giorgia Farina (2015)
- Non essere cattivo, regia di Claudio Caligari (2015)
- Le confessioni, regia di Roberto Andò (2016)
- Sconnessi, regia di Christian Marazziti (2018)
- Hotel Gagarin, regia di Simone Spada (2018)
- Una storia senza nome, regia di Roberto Andò (2018)
- Cosa fai a Capodanno?, regia di Filippo Bologna (2018)
- Domani è un altro giorno, regia di Simone Spada (2019)
- Il talento del calabrone, regia di Giacomo Cimini (2020)
- Villetta con ospiti, regia di Ivano De Matteo (2020)
- Io sono Babbo Natale, regia di Edoardo Falcone (2021)
- La stranezza, regia di Roberto Andò (2022)
- Tina Anselmi - Una vita per la democrazia, regia di Luciano Manuzzi (2023) – docu-drama
- La casa degli sguardi, regia di Luca Zingaretti (2024)
- L'abbaglio, regia di Roberto Andò (2025)